# Hans Agbo
Hans Agbo (ur. 26 września 1967 w Duali) – kameruński piłkarz, występował na pozycji obrońcy.

## Życiorys
Całą swoją karierę spędził w ojczyźnie, grając w trzech klubach: Prévoyance Jaunde, Tonnerre Jaunde i Olympic Mvolyé. Uczestniczył w Mistrzostwach Świata 1994. Rozegrał na nich wszystkie trzy mecze, trzy raz po 90 minut, ze Szwecją, Brazylią, oraz Rosją, a Kamerun odpadł już w fazie grupowej, z jednym punktem na koncie.